# Список персонажів телесеріалу «Хор»

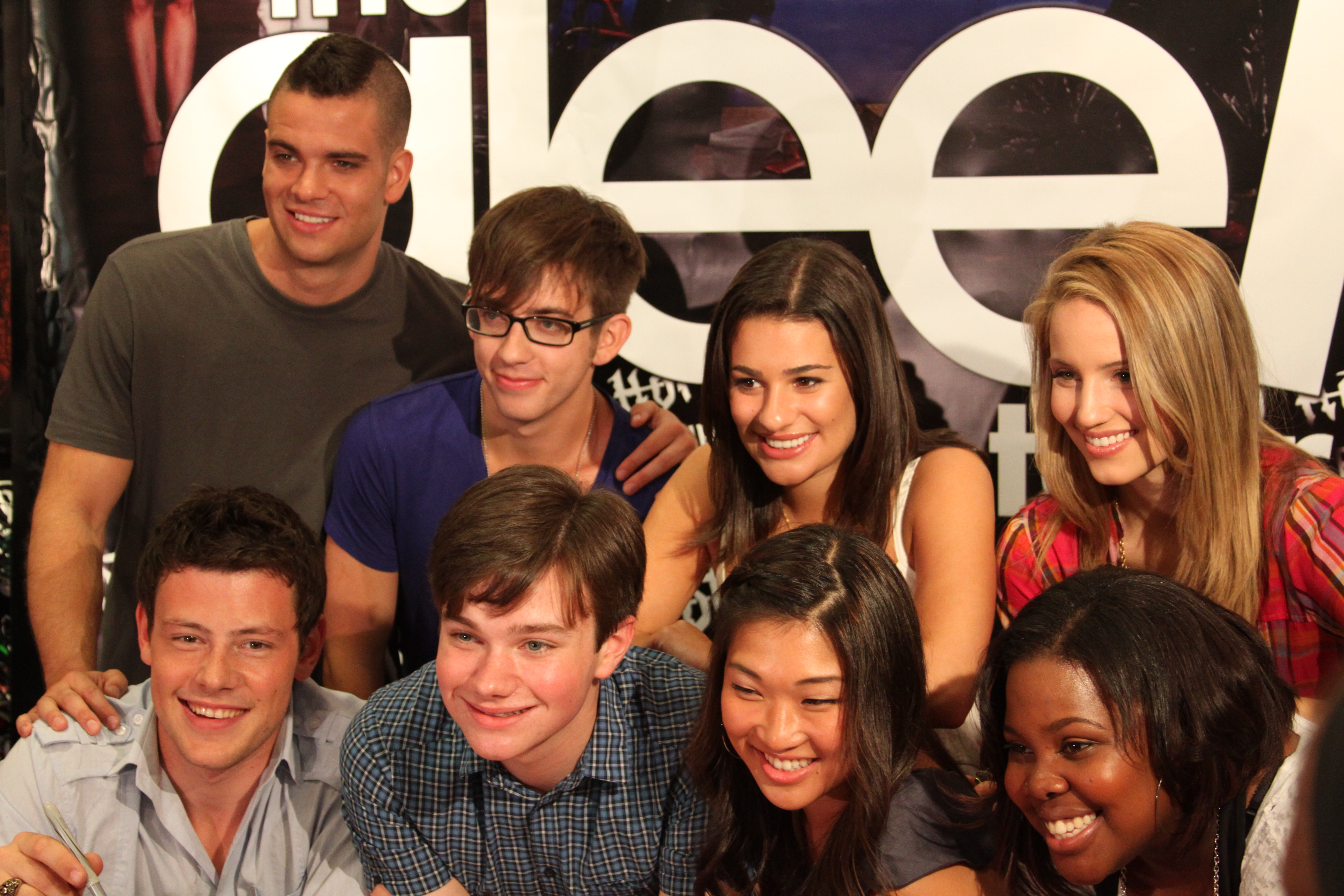
Актори серіалу. Зліва направо: верхній ряд - Марк Саллінг, Кевін Макхейл, Ліа Мішель, Діанна Агрон ; нижній ряд - Корі Монтейт, Крістофер Колфер, Дженна Ашковіц і Ембер Райлі

«Хор» (англ. Glee) — американський телевізійний серіал, що виходить на каналі  Fox з 19 травня 2009 і розповідає про хор «Нові напрямки» вигаданої школи імені Вільяма Макінлі в місті Лайма, штат Огайо.

## Члени хору «Нові напрямки»
- Тіна Коен-Чанг ( Дженна Ашковіц, 1-4 сезон) - член «Нові напрямки» з 1 сезону. Зустрічається з Арті в першому сезоні, і з Майком - у другому і третьому.
- Арті Абрамс ( Кевін Макхейл, 1-4 сезон) - член «Нові напрямки» з 1 сезону. У дитинстві отримав травму спинного мозку, потрапивши в автокатастрофу, через що пересувається в інвалідному візку. Складається у відносинах з Тіною в першому сезоні, і з Бріттані - у другому.
- 'Бріттані С. Пірс '( Хізер Морріс, 1-4 сезон) - член «Нові напрямки» з 1 сезону, в третьому слідом за Сантаной на деякий час приєднується до «Ходячих неприємностей». Черлідер. Недалека, але приваблива дівчина. У другому сезоні зустрічалася з Арті, на початку третього - з Сантаной. С 4 сезони зустрічається з Семом Евансом
- Сем Еванс ( Корд Оверстріт, 2-4 сезон) - учень школи МакКінлі і член «Нових напрямів» у 2 сезоні, після чого переїхав в інший штат. Повернувся в 3 сезоні. Колишній член футбольної команди, в різний час зустрічається з Куінн, Сантаной, Бріттані і Мерседес.
- Блейн Андерсон ( Даррен Крісс, 2-4 сезон) - колишній студент Академії Далтон і член хору «Солов'ї», з 3 сезону - член хору «Нові напрямки ». Відкритий гей, бойфренд Курта.
- Шугар Мотта ( Ванесса Ленджес, 3-4 сезон) - студентка школи МакКінлі, дочка багатих батьків. Проходила прослуховування в «Нові напрямки», проте не була прийнята через відсутність вокальних здібностей, пізніше після участі в «Ходячих неприємностей» приєдналася до хору разом з Сантаной, Мерседес і Бріттані.
- Джо Харт (' Семюел Ларсен, 3-4 сезон) - учень школи МакКінлі, член «Нові напрямки» з 3 сезони.
- Уейд «Юнік» Адамс (' Алекс Ньюелл, 3-4 сезон) - в 3 сезоні з'являється як соліст «Вокального адреналіну», який виступає в жіночому сценічному образі. В 4 сезоні переходить у Мак-Кінлі і приєднується до «Нових напрямків».
- Марлі Роуз ( Мелісса Беноіст, 4 сезон) - учениця школи МакКінлі, член «Нови напрямків» з 4 сезону.
- Джейк Пакерман ( Джейкоб Артист, 4 сезон) - учень школи МакКінлі і член «Нових напрямків» з 4 сезону, зведений брат Ноа Пакермана.
- Кітті Уайлд (' Бекка Тобін, 4 сезон) - учениця школи МакКінлі, черлідер, член «Нових напрямків» з 4 сезону.
- Райдер Лінн (' Блейк Дженнер, 4 сезон) - учень школи МакКінлі, член футбольної команди і «Нових напрямків» з 4 сезону.

## Випускники школи МакКінлі
- Куїнн Фабре ( Діанна Агрон, 1-4 сезон) - член «Нових напрямів» в 1-3 сезонах. Спочатку також капітан групи підтримки і президент клубу стриманості. У першому сезоні зустрічається з Фіном, але зраджує йому з Паком, від якого народжує дитину. У другому сезоні зустрічається з Семом, але той кидає Куінн, дізнавшись, що вона цілувалася з Фіном.
- Рейчел Беррі ( Ліа Мішель, 1-4 сезон) - член «Нових напрямів» в 1-3 сезонах. Біологічна дочка Шелбі Коркоран, вихована гей-парою. Амбітна і цілеспрямована дівчина, яка мріє про велику сцену. У різний час зустрічається з Фіном, Паком і Джессі. Після закінчення школи переїжджає в Нью-Йорк. Зустрічалася з Броди Вестон.
- Ной «Пак» Пакерман ( Марк Саллінг, 1-4 сезон) - член «Нових напрямів» в 1-3 сезонах. Гравець шкільної футбольної команди, найкращий друг Фінна. Батько дитини Куїнн. У другому сезоні зустрічається з Лорен Зайзіс, в третьому закоханий у Шелбі Коркоран, прийомну матір його доньки Бет, в четвертому зустрічається з Кітті Уайлд.
- Фінн Хадсон ( Корі Монтейт, 1-4 сезон) - член «Нових напрямів» в 1-3 сезонах. Капітан шкільної футбольної команди. Зустрічається з Куінн, потім - з Рейчел. Зведений брат Курта після весілля їх батьків.
- Майк Чанг ( Шам, Гаррі (молодший), 1-4 сезон) - член «Нових напрямів» в 1-3 сезонах. Член шкільної футбольної команди. У другому і третьому сезоні зустрічається з Тіною.
- Курт Хаммел ( Кріс Колфер, 1-4 сезон) - член «Нових напрямів» в 1-3 сезонах. Відкритий гей. У першому сезоні безмовно закоханий в Фінна, який після весілля їх батьків стає його зведеним братом. У другому сезоні через агресивних гомофобних нападок з боку Карофскі переходить з Мак-Кінлі в Академію Далтон. Стає членом хору «Солов'ї» і закохується в соліста Блейна. В кінці другого сезону повертається в МакКінлі. Після закінчення школи переїжджає в Нью-Йорк. Зустрічається з Блейна Андерсоном.
- Сантана Лопез (  Ная Рівера, 1-4 сезон) - член «Нових напрямів» в 1-3 сезонах. Черлідер. Лесбійка. Спочатку намагається будувати відносини з хлопцями, але пізніше розуміє, що закохана у свою подругу Бріттані. З кінця 4 сезони живе в Нью-Йорку з Куртом і Рейчел.
- Мерседес Джонс ( Ембер Райлі, 1-4 сезон) - член «Нових напрямів» в 1-3 сезонах, в третьому через невдоволення одноосібним лідерством Рейчел приєднується до другого хору Макінлі. На початку серіалу закохана в Курта, поки не дізнається про його гомосексуальність. Деякий час зустрічалася з Паком і Семом, у третьому сезоні - з Шейном, гравцем шкільної футбольної команди.

## Колишні члени «Нового напрями»
- Метт Разерфорд ( Діжон Телтон, 1 сезон) - учень школи МакКінлі, гравець футбольної команди і член «Нових напрямків» в 1 сезоні. Пізніше переводиться в іншу школу.
- Лорен Зайзіс (  Ешлі Фінк, 1-4 сезон) - учениця школи МакКінлі, у другому сезоні - член «Нових напрямків» ». Чемпіонка штату з греко-римської боротьби.
- Рорі Фланаган (' Даміан Макгінті, 3-4 сезон) - студент по обміну з Ірландії, що жив в сім'ї Бріттані. Член хору в 3 сезоні. Також з'являється в епізоді 4 сезони у сні Арті.

## Інші учні школи МакКінлі
- Азімов (' Джеймс Ерл, 1-3 сезон) - учень школи МакКінлі. Член футбольної команди. Один з шкільних хуліганів, друг Дейва Карофскі.
- Джейкоб Бен Ізраель (' Джош Сассмен, 1-4 сезон) - учень школи МакКінлі. Редактор шкільної газети. Закоханий у Рейчел.
- Беккі Джексон (' Лорен Поттер, 1-4 сезон) - учениця школи МакКінлі з синдромом Дауна. Член групи підтримки і помічниця Сью, у третьому сезоні - капітан команди підтримки.
- Шейн Тінслі ( Ламаркус Тінкер, 3 сезон) - великий гравець шкільної команди з футболу, колишній бойфренд Мерседес.
- Джаред (' Люк Спінеллі, 2 сезон) - бойфренд Беккі Джексон, страждає синдромом Дауна.
- Рик «Ключка» (' Рок Ентоні, 3 сезон) - учень школи МакКінлі, член хокейної команди.
- Бретт (' Райан Хайнке, 2-4 сезон) - учень школи МакКінлі.

## Працівники школи МакКінлі
- Уілл Шустер ( Меттью Моррісон, 1-4 сезон) - викладач іспанської мови та керівник «Нових напрямків». Закоханий у Емму Пілсберрі. У першому сезоні одружений з Террі, у третьому - зустрічається і живе разом з Еммою.
- Емма Піллсбері ( Джеймі Мейс, 1-4 сезон) - шкільний психолог, страждаюча неврозом нав'язливих станів і схиблена на чистоті. Закохана в Уїлла. У першому сезоні також зустрічається з тренером Кеном Танакой, у другому - виходить заміж за дантиста Карла Хауелла і пізніше розлучається з ним. У третьому сезоні зустрічається і живе з Уіллом Шустером.
- Сью Сильвестр ( Джейн Лінч, 1-4 сезон) - тренер групи підтримки. Готова на все заради перемоги. Зазвичай протистоїть хору і особисто Шустеру. Веде рубрику в місцевих теленовинах, у третьому сезоні - балотується в конгрес.
- Директор Фіггінс (  Ікбал Теба, 1-4 сезон) - директор школи Мак-Кінлі.
- Кен Танака (  Патрік Галлахер, 1 сезон) - тренер футбольної команди школи МакКінлі в першому сезоні. Деякий час зустрічається з Еммою. Після розриву з нею, йде зі школи.
- Шеннон Бист (  Дот-Марі Джонс, 2-4 сезон) - тренер футбольної команди школи МакКінлі з другого сезону.
- Сенді Райерсон (  Стівен Тоболовскі, 1-2 сезон) - колишній керівник шкільного хору, приторговує «медичної марихуаною».
- Холлі Холідей ( Гвінет Пелтроу, 2 сезон) - замінює вчитель школи МакКінлі, недовгий час - романтичний інтерес Уїлла Шустера.
- Шелбі Коркоран ( Ідіна Мензель, 1, 3 сезон) - колишній керівник хору «Вокальний адреналін» в 1 сезоні, у третьому - другого хору школи Макінлі - «Ходячі неприємності» . Біологічна мати Рейчел. Удочеряє новонародженої дитини Куінн і Пака.
- Давид Мартінес ( Рікі Мартін, 3 сезон) - тимчасовий викладач іспанської в епізоді «викладач іспанської мови».
- Генрі Сент П'єр ( Джон Ллойд Янг, 1 сезон) - вчитель праці, член «Акафеллас».
- Бренда Касл (' Моллі Шеннон, 1 сезон) - вчитель астрономії і тренер з бадмінтону.
- Бред (' Бред Елліс, 1-4 сезон) - акомпаніатор «Нових напрямків».
- Місіс Хегберг ( Мері Гіллі с, 2-3 сезон) - у різних епізодах викладач домоводства, географії, математики та історії.
- Роз Вашингтон (' Нене Лікс, 3 сезон) - тренер команди з синхронного плавання, бронзова медалістка Олімпійських ігор.

### Родичі
- Берт Хаммел (' Майк О'Меллі, 1-4 сезон) - батько Курта. Зустрічається з Керол Хадсон, на якій потім одружується. У другому сезоні переживає серцевий напад, у третьому - балотується в конгрес. У четвертому сезоні у нього виявляють рак простати, але він одужує.
- Керол Хадсон ( Ромі Роузмонт, 1-4 сезон) - мати Фінна. Зустрічається з Бертом, і виходить за нього заміж у другому сезоні.
- Террі Шустер ( Джессалін Гілсіг, 1-2, 4 сезон) - колишня дружина Уїлла. У першому сезоні зображує вагітність, щоб утримати чоловіка, але коли обман розкривається, вони розлучаються.
- Кендра Жіарді (  Дженніфер Аспен, 1 сезон) - сестра Террі.
- Карл Хауелл ( Джон Стеймос, 2 сезон) - дантист. Бойфренд, пізніше - чоловік Емми.
- Джин Сильвестр (' Робін Троки, 1-2 сезон) - старша сестра Сью, яка страждає синдромом Дауна. Помирає в кінці другого сезону.
- Доріс Сильвестр ( Керол Барнетт, 2 сезон) - мати Сью, мисливиця за нацистами.
- Містер і Місіс Шустер ( Віктор Гарбер і Дебра Монк, 1 сезон) - батьки Уїлла.
- Джуді і Рассел Фабре ( Шарлотта Росс і' Грег Генрі, 1 сезон) - батьки Куінн Фабре, розлучилися в кінці першого сезону.
- Пол Карофскі ( Деніел Робук, 2-3 сезон) - батько Дейва.
- Джулія Чанг і 'Майк Чанг-старший ( Темлін Томіта і' Кеон Сім, 3 сезон) - батьки Майка.
- 'Рости і 'Роуз Піллсбері ( Дон Міст і  Валері Махаффі, 3 сезон) - батьки Емми.
- Дуайт і 'Мері Еванс ( Джон Шнайдер і' Таня Кларк, 3 сезон) - батьки Сема.
- 'Хірам і 'Лерой Беррі ( Джефф Голдблюм і Брайан Стоукс Мітчелл, 3 сезон) - батьки Рейчел.
- Купер Андерсон (  Метт Бомер, 3 сезон) - старший брат Блейна, актор.
- Міллі Роуз ( Тріша Рей Став, 4 сезон) - мати Марлі, працівниця шкільній їдальні.
- Місіс і Містер Пакерман ( Джина Хечт, 1, 3, 4 сезон і  Томас Калабро, 3 сезон) - батьки Ноа.
- Таніша Пакерман ( Аїша Тайлер, 4 сезон) - мати Джейка.

## Представники інших хорів
- Саншайн Коразон ( Чаріс Пемпенгко, 2 сезон) - студентка по обміну з Філіппін. Спочатку прослуховується для участі в «Нових напрямках», але потім віддає перевагу «Вокальному Адреналіну».
- Дастін Гулсбі ( Шайєнн Джексон, 2 сезон) - керівник хору «Вокальний адреналін» у 2 сезоні.
- Грейс Хітченс ( Ів, 1 сезон) - керівник хору Академії Джейн Адамс для малолітніх злочинниць.
- Джессі Сент-Джеймс ( Джонатан Грофф, 1-3 сезон) - соліст, а пізніше керівник хору «Вокальний адреналін».
- Дакота Стенлі ( Віт Хертфорд, 1 сезон) - хореограф «Вокального адреналіну», деякий час працював з «Новими обріями»
- Далтон Румба (' Майкл Хічкок, 1, 4 сезон) - керівник хору для глухих школи Хевенбрук.
- Себастьян Смайт ( Грант Гастін, 3-4 сезон) - студент академії Далтон, лідируючий соліст хору «Солов'ї», що замінив Блейна після його відходу. Відкритий гей, надає Блейну знаки уваги.
- Нік Дюваль ( Курт Мега, 2-4 сезон) - студент академії Далтон, другий лідируючий соліст хору «Солов'ї».
- Тед Харвуд (' Едді Мартін, 2-4 сезон) - студент академії Далтон, третій лідируючий соліст хору «Солов'ї».
- Девід Томпсон (' Тайтус Макін, 2-4 сезон) - студент академії Далтон, член хору «Солов'ї».
- Джефф Стерлінг ( Райкер Лінч, 2-4 сезон) - студент академії Далтон, член хору «Солов'ї».
- Уес Монтгомері (' Теллі Люнг, 2-3 сезон) - колишній студент академії Далтон, у другому сезоні - член хору «Солов'ї».
- Трент (' Домінік Барнс, 2-4 сезон) - студент академії Далтон, член хору «Солов'ї».
- Хантер Кларінгтон (  Нолан Джерард Фанк, 4 сезон) - студент академії Далтон, лідер хору «Солов'ї» в 4 сезоні.

### Інші персонажі
- Дейв Карофскі (' Макс Адлер, 1-3 сезон) - колишній учень школи МакКінлі і член футбольної команди. Один з шкільних хуліганів. Прихований гей, що ховає свою орієнтацію за агресивною гомофобією. У третьому сезоні переводиться в іншу школу через побоювання, що його сексуальна орієнтація може стати надбанням громадськості.
- Рід Ремінгтон ( Білл А Джонс, 1-3 сезон.) - Ведучий місцевих теленовин.
- Андреа Кармайкл (' Арлін Девіс, 1-3 сезон) - співведуча Роду.
- Ейпріл Роудс ( Крістін Ченовет, 1-2 сезон) - шкільна любов Уїлла, колишня солістка хору.
- Брайан Райан ( Ніл Патрік Харріс, 1 сезон) - давній суперник Уїлла. Член шкільної ради.
- Ховард Бамбі (' Кент Авеніда, 1-2 сезон) - колега Террі.
- Теммі Джин Албертсон ( Кеті Гріффін, 2 сезон) - місцевий консервативний політик, суддя на регіональних змаганнях.
- Сестра Мері Констанс ( Лоретта Дівайн, 2 сезон) - колишня танцівниця, суддя на регіональних змаганнях.
- Хармоні ( Лінсдей Пірс, 3 сезон) - абітурієнтка Нью-Йоркської Академії Драматичних Мистецтв, потенційна конкурентка Рейчел і Курта.
- Кутер Менкінс ( Ерік Браскоттер, 3 сезон) - відбірник з футбольної ліги і бойфренд тренера Шенон Біст.
- Кармен Тібідо ( Вупі Голдберг, 3-4 сезон) - співачка, представник Нью-Йоркської Академії драматичних мистецтв.
- Мартін Фонг (' Рекс Лі, 3 сезон) - суддя Національних змагань, член муніципальної ради Чикаго від Демократичної партії.
- Кассандра Джулай ( Кейт Хадсон, 4 сезон) - викладач Нью-Йоркської Академії драматичних мистецтв.
- Броді Вестон (' Дін Гейер, 4 сезон) - студент Нью-Йоркської Академії драматичних мистецтв, один Рейчел.
- Ізабель Райт ( Сара Джессіка Паркер, 4 сезон) - наставник Курта в «Vogue».

### Камео
- Джош Ґробан («Acafellas»,  «Journey to Regionals»)
- Олівія Ньютон-Джон («Bad Reputation», «Journey to Regionals»)
- Брітні Спірс («Britney/Brittany»)
- Кеті Курик(«The Sue Sylvester Shuffle»)
- Петті Люпон(«New York»)
- Ліндсі Лоан(«Nationals»)
- Періс Хілтон(«Nationals»)